# Chris Mijnarends
Johan Christiaan ("Chris") Mijnarends (Wehl, 8 augustus 1939) is een Nederlands voormalig hockeyer.

## Biografie
Mijnarends speelde in de jaren 60 in totaal 21 interlands voor de Nederlandse hockeyploeg. Hij maakte deel uit van de selectie die deelnam aan de Olympische Spelen 1964 in Tokio waar een zevende plaats werd behaald. In de Nederlandse competitie speelde Mijnarends voor de Amsterdamsche H&BC.
Joost Boks · 
Charles Coster van Voorhout · 
John Elffers · 
Frans Fiolet · 
Jan Piet Fokker · 
Jan van Gooswilligen · 
Francis van 't Hooft · 
Arie de Keyzer · 
Leendert Krol · 
Jaap Leemhuis · 
Chris Mijnarends · 
Erik van Rossem · 
Nico Spits · 
Theo Terlingen · 
Jan Veentjer · 
Jaap Voigt · 
Theo van Vroonhoven · 
Frank Zweerts ·
Coach: Piet Bromberg